# Franco Uncini

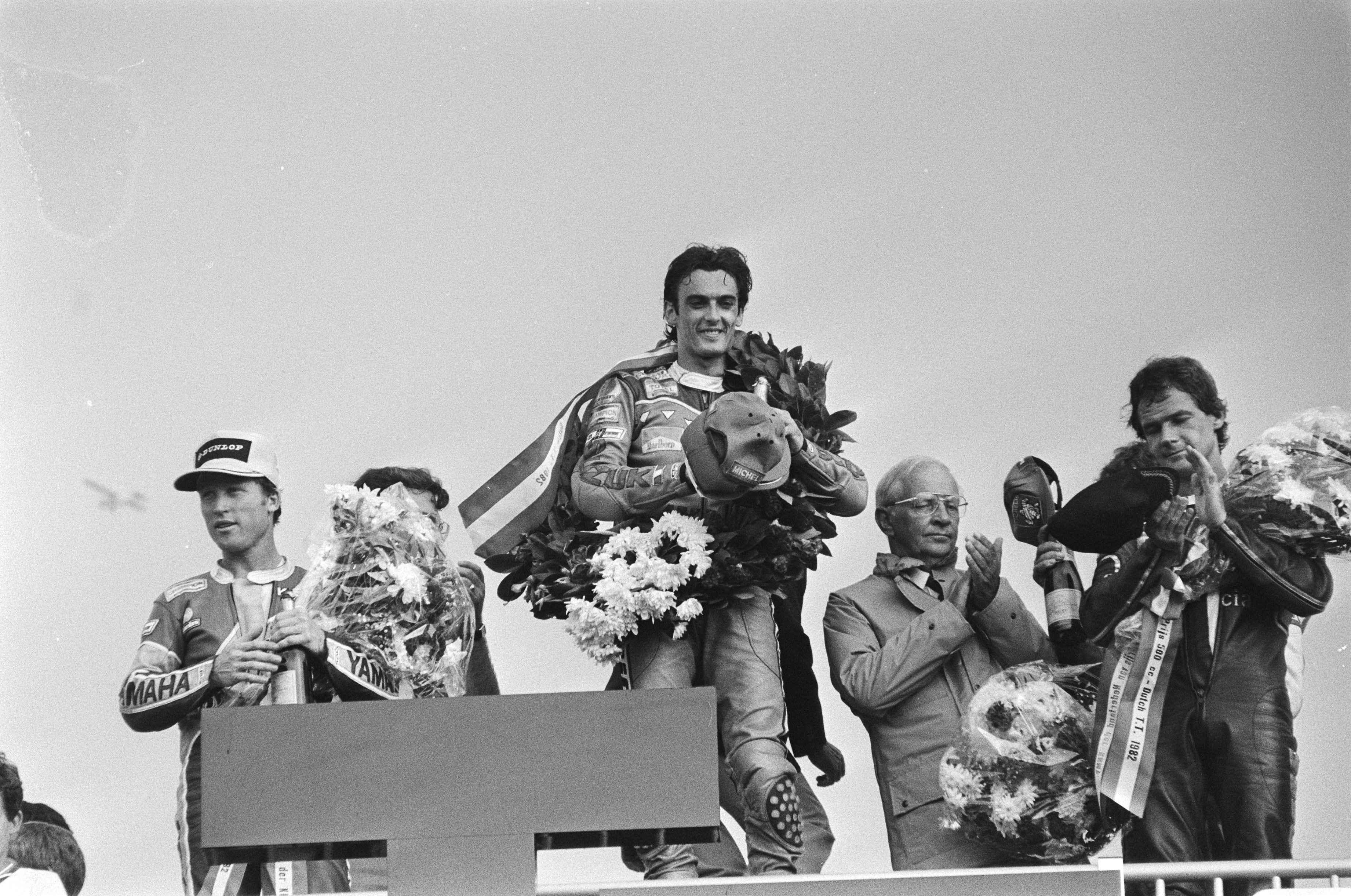
Kenny Roberts, Franco Uncini en Barry Sheene in 1982

Franco Uncini (Recanati, Italië, 9 maart 1955) is een voormalig Italiaans motorcoureur.
Uncini reed tussen 1976 en 1985 in totaal 104 wedstrijden in het wereldkampioenschap wegrace en won in 1982 de titel in de 500 cc-klasse.

## Carrière
Uncini debuteerde in de professionele motorsport met Laverda in de 750 cc-klasse. Later stapte hij over naar Ducati en kon enkele Italiaanse kampioenschappen winnen. Zijn eerste wedstrijd in het wereldkampioenschap reed Uncini in 1976 met Yamaha in de klassen tot 250- en 350 cc. Bij zijn GP debuut tijdens de Grand Prix der Naties op Mugello kwam Uncini bij de 250'ers niet in de punten, behaalde echter bij de 350'ers achter Johnny Cecotto de tweede plaats. Na een tweede podiumplek in Barcelona, legde hij in het algemeen klassement beslag op de negende plaats in de 350 cc-klasse met slechts drie verreden races. Het jaar daarop kon hij op Harley-Davidson in de 250 cc-klasse op Imola zijn eerste Grand Prix winnen. Na een tweede overwinning in Brno en enkele podiumplaatsen stond hij aan het einde van het seizoen tweede in het algemeen klassement, achter Mario Lega. Uncini stapte in 1978 wegens onmin met teamcollega Walter Villa terug naar Yamaha en eindigde dat seizoen met drie podiumplaatsen bij de 250 cc op de achtste plaats. In de 350 cc-klasse werd hij op de Salzburgring tweede achter Kork Ballington.
In het seizoen 1979 richtte Uncini met een tweedehands Suzuki een privéteam in de klasse tot 500 cc op. In de eerste race van het seizoen werd hij vierde en in Rijeka achter Kenny Roberts en Virginio Ferrari de derde plaats. Het wereldkampioenschap beëindigde hij als beste privérijder op de vijfde plek. In het seizoen 1980 werd hij met de tweede plek het beste resultaat bij wegens drie afzeggingen slechts acht verreden races vierde in het algemeen klassement.
Het seizoen 1981 was vanwege verwondingen onderbroken, maar na Marco Lucchinellis overstap van Suzuki naar Honda kreeg Uncini voor het seizoen 1982 desondanks een fabriekscontract bij Suzuki aangeboden. Uncini greep deze kans en won met vijf overwinningen de wereldtitel voor Graeme Crosby en Freddie Spencer.
In 1983 raakte Uncini in Assen betrokken bij een ernstig ongeval. Na een valpartij probeerde hij weg te rennen maar werd daarbij vol op het hoofd geraakt door Wayne Gardner. Aanvankelijk lag hij in coma maar iets meer dan twee maanden later was hij voldoende hersteld om weer aan races deel te nemen. Zijn helm had de grootste impact van de botsing opgevangen. Hij beëindigde zijn actieve carrière na het seizoen 1985. Tegenwoordig is Uncini als veiligheidsfunctionaris van de IRTA in het wereldkampioenschap wegrace werkzaam.